# الا بلنتاین
اِلا بلنتاین (انگلیسی: Ella Ballentine؛ زادهٔ ۱۸ ژوئیهٔ ۲۰۰۱) بازیگر اهل کانادا است.
از فیلم‌ها یا برنامه‌های تلویزیونی که وی در آن نقش داشته‌است، می‌توان به آن در گرین گیبلز لوسی ماد مونتگومری، حکومت، انفجار، نجات امید، اسیر و راز میلتون اشاره کرد.